# Cité Internationale Universitaire de Paris
Die Cité Internationale Universitaire de Paris (C.I.U.P.) ist eine 1925 gegründete, im 14. Arrondissement von Paris gelegene internationale Studentensiedlung. Sie beherbergt jährlich etwa 10.000 Studenten, Wissenschaftler und Künstler.

## Allgemeines

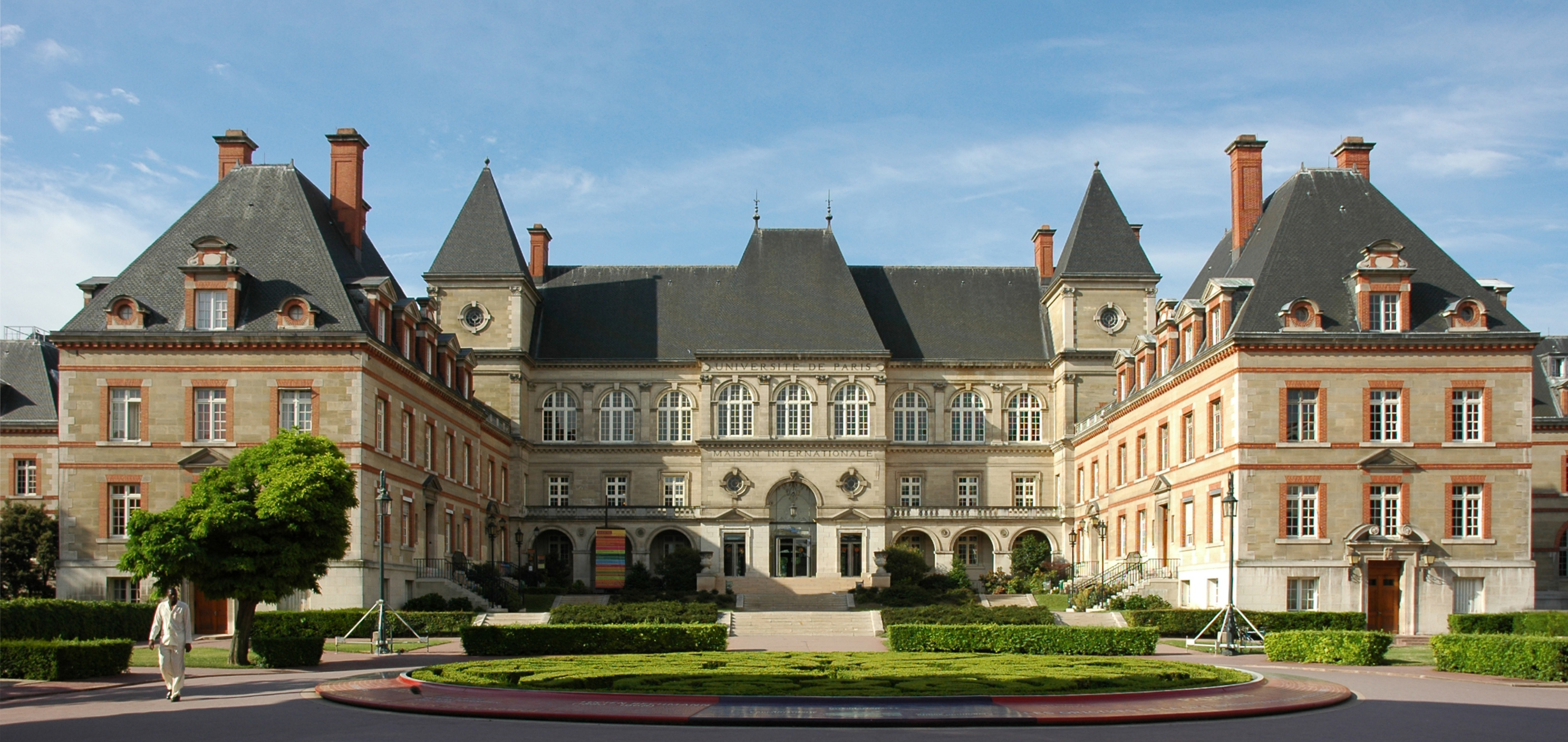
Maison Internationale, Straßenseite

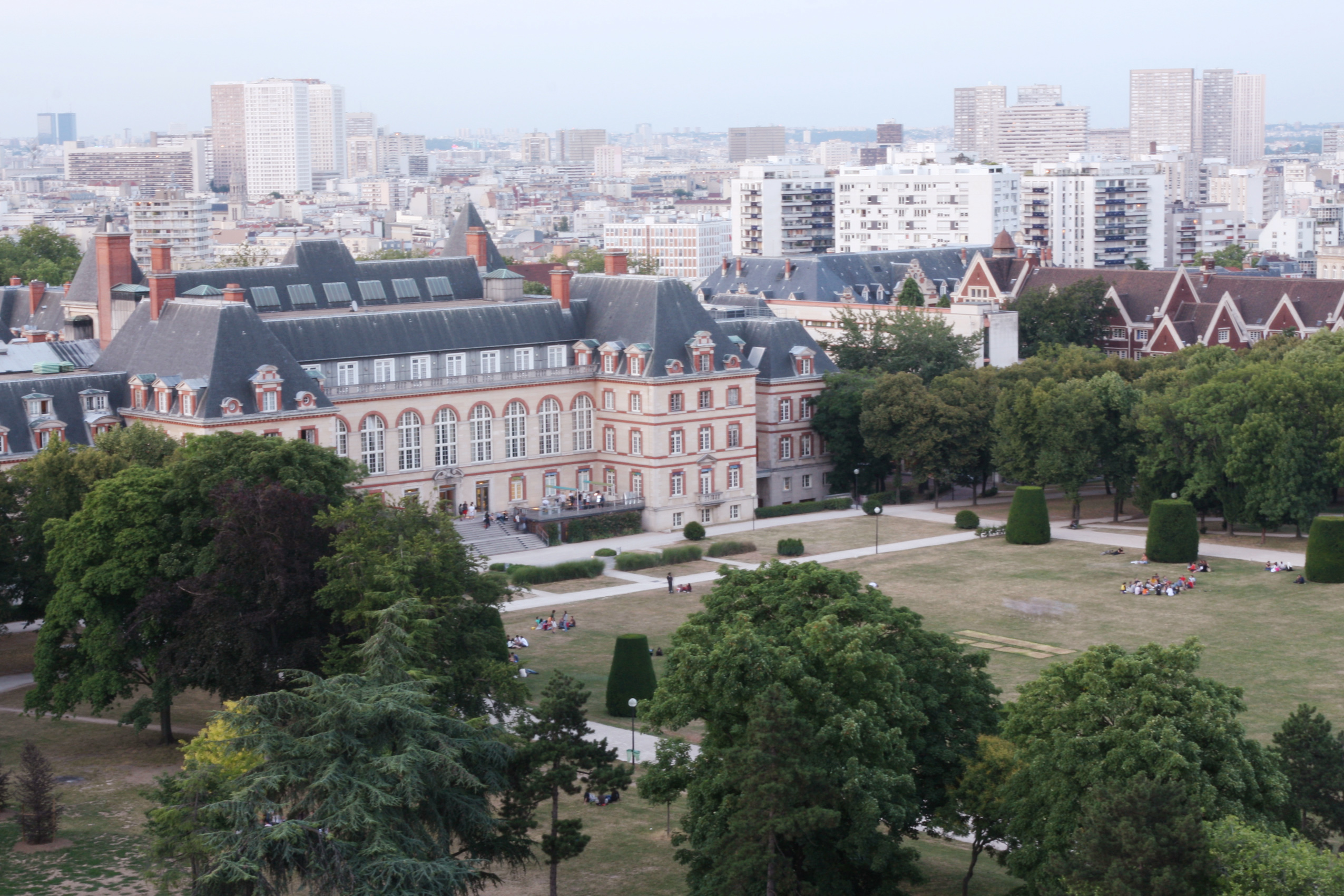
Maison Internationale, Rückseite mit dem Park

Die Cité unterteilt sich in 40 verschiedene Häuser (wobei zwei Häuser im 19. Arrondissement liegen und eines außerhalb von Paris auf der Île de Bréhat in der Bretagne), die in der Regel einer Nation zugeordnet sind, Deutschland ist mit dem Maison Heinrich Heine vertreten und die Schweiz mit der Fondation Suisse. In jedem Haus gehört etwa die Hälfte der Bewohner der Nationalität des jeweiligen Hauses an, die andere Hälfte setzt sich aus anderen Nationalitäten zusammen. Hierdurch soll der internationale Austausch gefördert werden. Derzeit beherbergt die CIUP Studenten und Forscher aus mehr als 120 Ländern.
Die einzelnen „Häuser“ der CIUP organisieren regelmäßig kulturelle und politische Veranstaltungen von hoher Qualität, die auch internationale Prominenz aus Politik und Kultur anziehen. Zudem beherbergt die CIUP ein eigenes Theater, ein eigenes Orchester sowie vielfältige weitere studentische Gruppierungen der Bereiche Sport, Kunst und Kultur. Daneben besitzt die CIUP auch einen architektonischen Reiz. So wurde das Schweizer Haus vom Architekten Le Corbusier errichtet, der auch am brasilianischen Haus (Maison du Brésil) mitplante.
Voraussetzung für die Aufnahme in die Cité Internationale ist eine umfangreiche Bewerbung, die fachliche und soziale Eignung nachweisen soll.

## Geschichte
Die Cité Internationale Universitaire de Paris wurde 1925 mit Hilfe industrieller Gönner, Bankiers und ausländischer Stiftungen gegründet. Ziel der Einrichtung war und ist nicht nur, zukünftigen Eliten bestmögliche Arbeitsbedingungen zu bieten, sondern (initiiert nach dem Trauma des Ersten Weltkrieges) auch internationalen Austausch, Frieden und Völkerfreundschaft zu fördern.

## Lage
Die Cité Internationale liegt im Bereich der ehemaligen Zone non aedificandi in einem Park von 34 Hektar im Süden von Paris. Sie stellt die größte Konzentration von Studentenwohnheimen in der Ile de France dar. 
Die Cité liegt an der Station Cité Universitaire des RER B (letzte/erste Station in der Kernzone) und der Straßenbahn T3. Sie ist auch über die Linie 4, Station Porte d’Orléans erreichbar.

## Die einzelnen Häuser

### Fondation Deutsch de la Meurthe (1923)

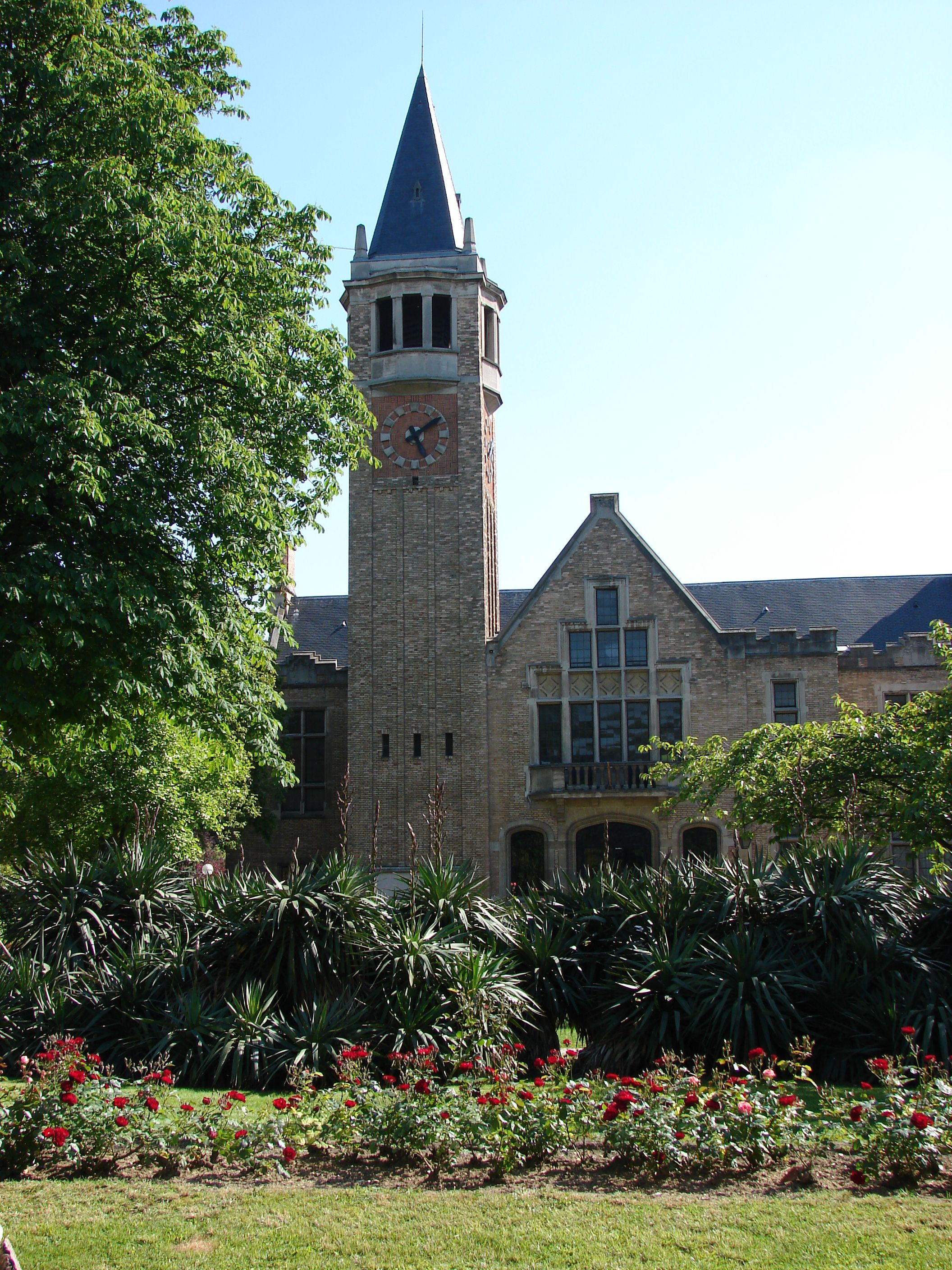
Fondation Deutsch de la Meurthe, zentraler Verwaltungspavillon

Durch eine großzügige Spende von Émile Deutsch de la Meurthe finanziert, von Lucien Bechmann entworfen und 1923 fertiggestellt, stellt die Fondation Deutsch de la Meurthe eine Ausnahme in der Cité U dar – es handelt sich hier nicht um ein einzelnes Haus, sondern um derer sieben. 

Sechs Pavillons beherbergen Studenten und Doktoranden, ein Pavillon ist für Verwaltung und Service reserviert. Dort gibt es im Keller einen großen Festsaal, weiterhin Briefkästen, eine Waschküche mit Waschmaschinen und Trocknern sowie ein Fitnessstudio. Im zweiten Tiefgeschoss befinden sich Proberäume für Musikanten sowie eine Tischtennisplatte.
Im Erdgeschoss sind ein Tanzsaal sowie die Räumlichkeiten der Verwaltung und des Sekretariats. Auch der Gardien, der Wächter und Pförtner, hat hier seine Loge. Sekretariat bzw. Pförtnerloge sind rund um die Uhr besetzt. Im ersten Stock findet sich die Bibliothek, die nicht nur mit Büchern, sondern auch mit einem dutzend Computern mit Internetzugang ausgestattet ist. Im zweiten Stock befindet sich noch ein Fernseh- und Aufenthaltsraum.
Einen angenehmen Zugang zum Internet bietet ein WLAN, das sich seit 2006 über alle sieben Gebäude erstreckt und dessen Nutzung in der monatlichen Miete (redevance, also Gebühr genannt) von ca. 370 Euro (Stand: 2009/10, Tarif für Studenten) enthalten ist. In den Wohnpavillons untergebracht, gibt es auch ein Fotolabor und einen Fahrradkeller im Deutsch de la Meurthe. Insgesamt wohnen etwa 380 Studenten und Doktoranden aus aller Herren Länder im Deutsch de la Meurthe.
Auch Persönlichkeiten wie der Schriftsteller und Philosoph Jean-Paul Sartre, der senegalesische Staatspräsident Léopold Sédar Senghor oder der ehemalige französische Wirtschafts- und Finanzminister Raymond Barre lebten während ihres Studiums im Deutsch de la Meurthe.

### Heinrich-Heine-Haus (Maison Heinrich Heine) (1956)
Das Heinrich-Heine-Haus ist das deutsche Haus der Cité Internationale Universitaire de Paris. Es wurde 1956 eröffnet, gebaut nach Plänen des Architekten Johannes Krahn. Es würdigt mit seinem Namen den Dichter Heinrich Heine, der lange Jahre in Paris gelebt hat.
Das Heine-Haus beherbergt ca. 100 Studenten und Doktoranden, von denen die Mehrzahl deutscher Herkunft ist. Laut Statuten sollen etwa 50 % der Plätze im Austausch mit anderen Häusern der CIUP an nicht-deutsche Studenten vergeben werden; tatsächlich bilden die nichtdeutschen Studenten selten mehr als etwa ein Drittel der Bewohner.
Die Zimmer sind mit einem eigenen Waschbecken ausgestattet, Gemeinschafts-WCs und -duschen sowie eine Küche befinden sich auf dem Gang. Die Küchen sind mit großen Holztischen und Stühlen ausgestattet und Zentrum der Begegnung und des Zusammenlebens. Zudem bietet das Heinrich-Heine-Haus seinen Bewohnern Aufenthaltsräume, Musikstudios sowie einen Fernsehraum. Die monatliche Miete beträgt 410 € (Stand: September 2012).
Neben der Funktion als Studentenwohnheim versteht sich das Heine-Haus als kulturelle Begegnungsstätte. Regelmäßig finden Ausstellungen, Konzerte, Kolloquien und Vorträge statt, in Ergänzung (und mitunter Konkurrenz) zum Goethe-Institut. Zu Gast waren unter anderem Edgar Reitz, Burghart Klaußner, Nora-Eugenie Gomringer und Andreas Urs Sommer. Hin und wieder bekommen talentierte Hausbewohner auch selbst die Möglichkeit, auf diesen Konzerten zu spielen. Bei den Kolloquien wird auch vor umstrittenen Themen nicht Halt gemacht. So wurde unter anderem der wegen ihrer vulgär-obszönen Texte umstrittenen Autorin Elfriede Jelinek ein Tageskolloquium gewidmet. 
Das Heine-Haus beherbergt eine deutschsprachige Bibliothek. Diese steht auch externen Benutzern (mit Deutschkenntnissen) kostenlos zur Verfügung.
Auch das Heinrich-Heine-Haus hat einige bekannte Persönlichkeiten während ihres Studienaufenthalts in Paris beherbergt, darunter den ehemaligen Präsidenten des DAAD, Theodor Berchem, und den Politikwissenschaftler Arnulf Baring.
Das Maison Heinrich Heine liegt am Südrand der Cité Universitaire, direkt an der Pariser Stadtautobahn Boulevard Périphérique. Direktorin ist seit 2002 Christiane Deussen.
Literatur: Maison Heinrich Heine Paris - Quarante ans de présence culturelle 1956-1996, Bonn/Paris 1998 (400 Seiten mit zahlreichen S/W-Photos u. Namensregister)

### Schwedisches Haus (Maison des Etudiants Suédois) (1931)

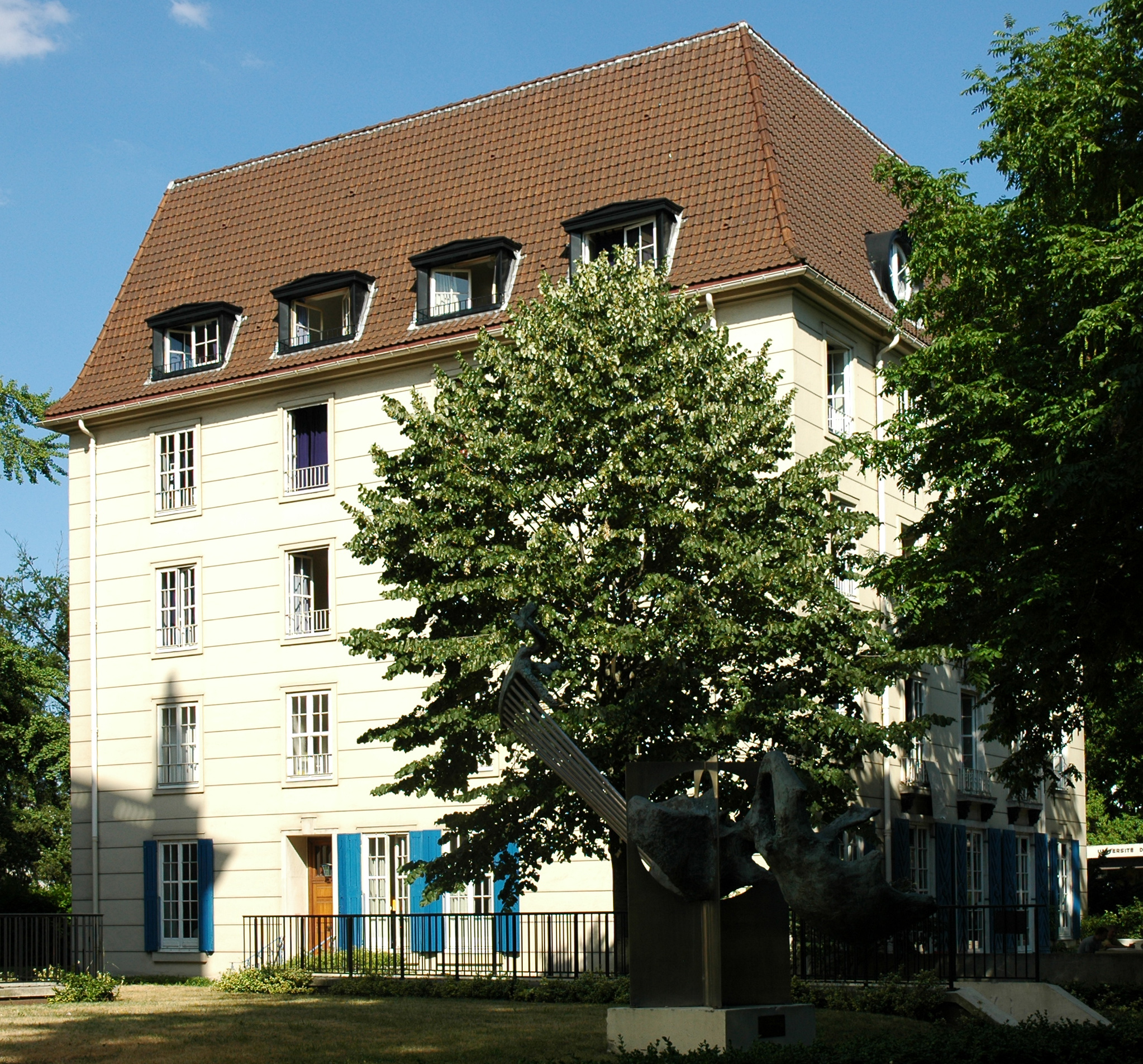
Schwedisches Haus (Maison des Etudiants Suédois)

Das schwedische Haus, 1931 vom damaligen Kronprinzen Gustav VI. Adolf (Schweden) und dem französischen Präsidenten Paul Doumer eingeweiht, ist eines der kleinsten Häuser der Cité Universitaire. Seit seiner Renovierung im Jahre 1994 zählt es 43 Zimmer und zwei Studios. Bei den Zulassungsbedingungen folgt es den Richtlinien der Mischung der Nationen in den Häusern der Cité Universitaire und beherbergt nicht nur Schweden, sondern auch Franzosen und Studenten anderer Nationalitäten.
Von Beginn an organisierte das schwedische Haus Kulturabende (soirées culturelles), zuerst mit Schriftstellern wie Jules Romains und André Maurois, später dann unter anderem mit dem Romanautor Michel Butor, dem Journalisten André Fontaine und dem Tenor Jussi Björling. Einige Jahre lang war der Direktor des schwedischen Hauses zugleich Leiter des Schwedischen Instituts (Institut suédois) von Paris.
Heute zählen zu den angebotenen kulturellen Veranstaltungen sowohl die traditionellen schwedischen Feste, wie auch Konzerte und Ausstellungen. Groß gefeiert wird insbesondere das Luciafest am 13. Dezember und die Walpurgisnacht am 30. April.
Man sagt, dass es in Paris seit dem 13. Jahrhundert ein Haus der schwedischen Studenten gegeben hat, als 12 junge Theologiestudenten aus Uppsala an die Sorbonne zum Studieren kamen. Jenes schwedische Haus soll den Namen Collegium Upsalienses getragen haben. Zu Beginn des 12. Jahrhunderts gab es dort auch 2 Schulen (collèges) der Diözesen Linköping und Skara.

### Maison du Brésil
Das Maison du Brésil (deutsch Haus Brasiliens) wurde 1959 fertiggestellt und vom schweizerischen Architekten Le Corbusier in Zusammenarbeit mit Lúcio Costa entworfen. Für das Gebäude entworfenes Mobiliar wird auch im Museum of Modern Art in New York ausgestellt.

### Weitere Häuser
In chronologischer Reihenfolge. Angegeben ist das Eröffnungsdatum. Die Liste ist unvollständig. 
- 1926: Maison des Étudiants Canadiens (Haus Kanadas)
- 1927: Fondation Biermans-Lapôtre (Haus der belgischen und luxemburgischen Studenten)
- 1928: Maison de l’Institut national agronomique
- 1928: Fondation Argentine (Argentinische Stiftung) von René Betourné, L. Fagnez und Tito Saubidé
- 1929: Maison du Japon (Haus Japans)
- 1930: Maison des Etudiants de l’Asie du Sud-Est (Haus der südostasiatischen Studenten, ursprünglich und bis 1972 Maison de l’Indochine) von Pierre Martin und Maurice Vieu
- 1930: Maison des Étudiants Arméniens (Haus Armeniens) von Léon Nafilyan
- 1930: Maison des États-Unis (Die Stiftung der USA)

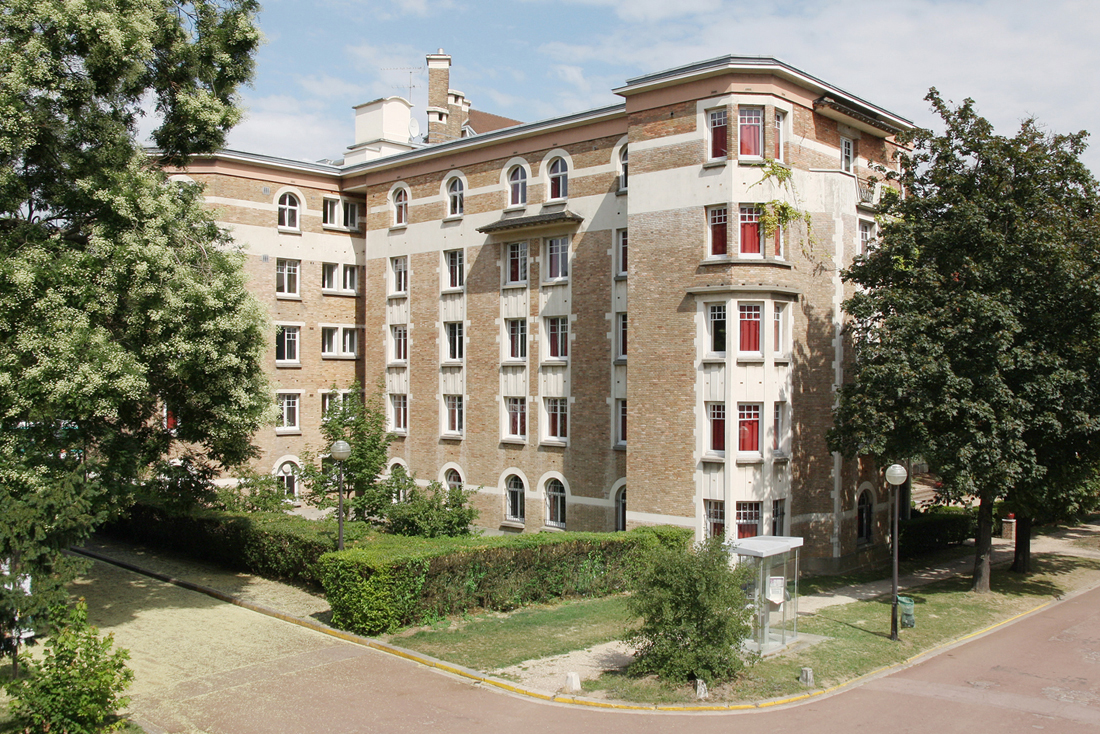
Die Fondation des États-Unis, Seitenansicht

- 1932: Fondation Abreu de Grancher (Stiftung Abreu de Grancher) von Albert Laprade, durch eine kubanische Stiftung finanziert, heute von der CIUP verwaltet.
- 1932: Fondation Danoise (Haus Dänemarks)
- 1932: Fondation Hellénique (Haus Griechenlands)
- 1933: Pavillon Suisse (Schweizer Pavillon) von Le Corbusier
- 1933: Maison des Provinces de France (Haus Frankreichs)
- 1937: Collège d’Espagne (Haus Spaniens)
- 1937: Fondation de Monaco (Haus Monacos)
- 1937: Collège Franco-Britannique dank einer Spende von Edward und Helen Nathan erbaut.
- 1938: Collège Néerlandais - Fondation Juliana (Haus der Niederlande, Stiftung Juliana) von Willem Marinus Dudok
- 1950: Fondation Victor Lyon
- 1950: Maison des Arts et Métiers Haus der Studenten der ENSAM (École nationale supérieure d’arts et métiers)
- 1951: Résidence Lucien Paye, früher Maison de la France d’Outre Mer (für Studenten aus dem französischen Überseegebiet)
- 1953: Maison du Maroc (Haus Marokkos)
- 1953: Maison de la Tunisie (Haus Tunesiens)
- 1953: Maison du Mexique (Haus Mexikos)

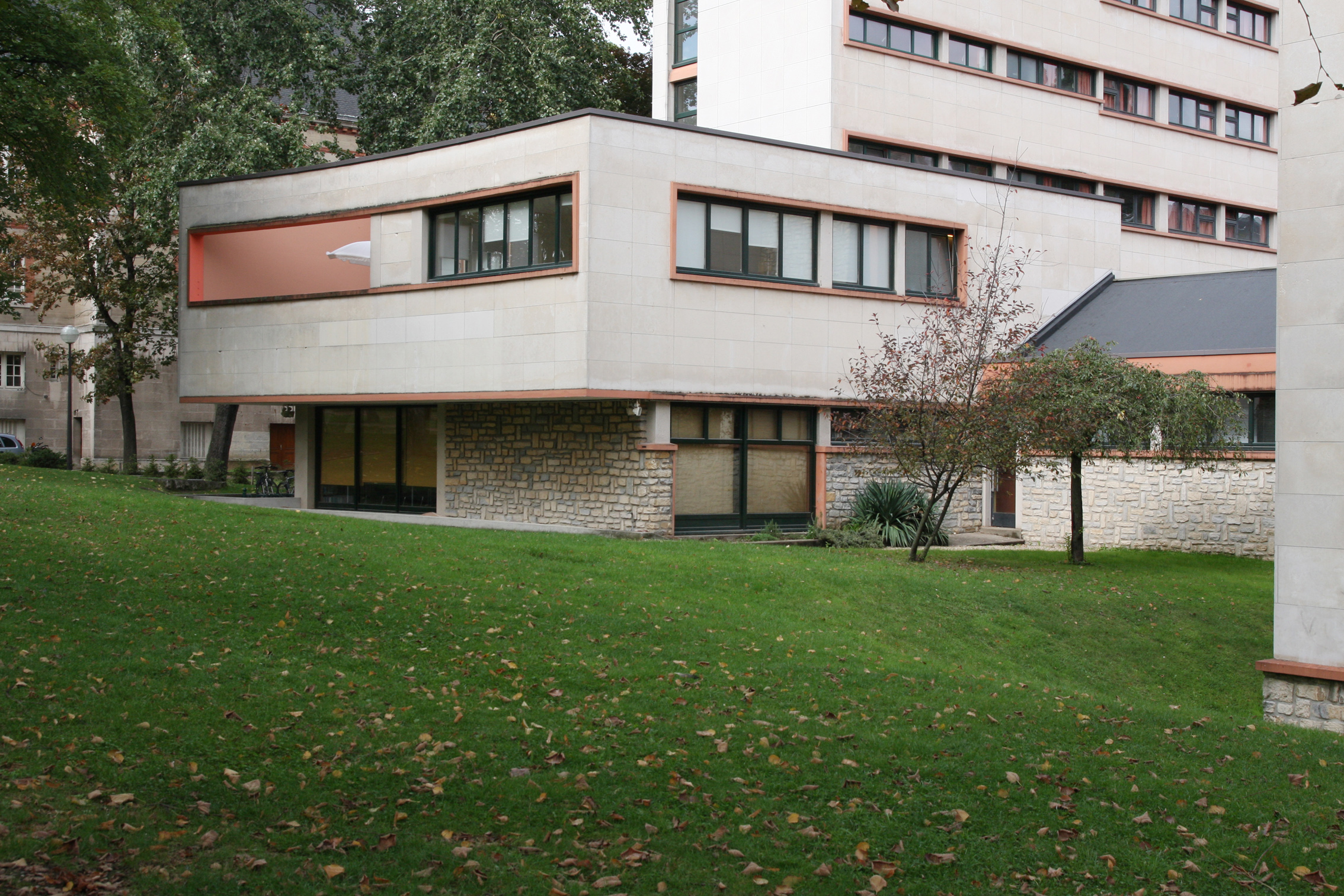
Das mexikanische Haus, Parkseite

- 1954: Maison de Norvège (Haus Norwegens)
- 1956: Maison des Industries Agricoles et Alimentaires
- 1957: Maison du Cambodge (Haus Kambodschas), zwischen 1973 und 2003 gesperrt.
- 1958: Maison de l’Italie (Haus Italiens)
- 1959: Maison du Cambodge (Haus Kambodschas)
- 1963: Maison du Liban (Haus des Libanon)
- 1967: Résidence André de Gouveia (Haus Portugals)
- 1968: Maison de l’Inde (Haus Indiens)
- 1969: Fondation Avicenne (Avicenna-Stiftung), bis 1979 Maison de l’Iran (Iranisches Haus), erbaut von Claude Parent.
- 2005: Résidence Lila im 19. Arrondissement
- 2007: Résidence Quai de la Loire im 19. Arrondissement
- 2016: Maison Île de France